# Nogometna škola GNK Dinamo
Nogometna škola GNK Dinamo ili Nogometna škola Hitrec – Kacian nogometna je škola Građanskog nogometng kluba Dinamo Zagreb. Osnovana je 27. prosinca 1967. godine. Trenutačno postoje 12 kategorija, od U-8 do U-19.

## Uspjesi
Zadnji put ažurirano: 12. lipnja 2023.

### Domaći
U Hrvatskoj
- 1. HNL do 19 godina
  - Prvak (10): 2000., 2001., 2002., 2003., 2009., 2010., 2011., 2016., 2018., 2019.
- 1. HNL do 17 godina
  - Prvak (17): 1992., 1999., 2000., 2002., 2003., 2006., 2008., 2009., 2010., 2011., 2013., 2014., 2015., 2016., 2017., 2018., 2019.
- 1. HNL do 15 godina
  - Prvak (10): 1997., 1998., 2002., 2004., 2005., 2007., 2010., 2015., 2016., 2017.

- Hrvatski nogometni kup do 19 godina
  - Prvak (7): 2000., 2001., 2003., 2004., 2008., 2012., 2013.
- Hrvatski nogometni kup do 17 godina
  - Prvak (4): 2014., 2015., 2016., 2017.
- Hrvatski nogometni kup do 15 godina
  - Prvak (3): 2015., 2016., 2018.

U Jugoslaviji
- Prvenstvo Jugoslavije do 19 godina
  - Prvak (5): 1950., 1955., 1972., 1973., 1974.
- Hrvatska republička nogometna liga do 19 godina
  - Prvak (17): 1950., 1951., 1954., 1955., 1963., 1966., 1967., 1968., 1972., 1973., 1974., 1976., 1979., 1980., 1983., 1984., 1986.
- Hrvatska republička nogometna liga do 17 godina
  - Prvak (2): 1959., 1985.

- Jugoslavenski nogometni kup do 19 godina
  - Prvak (2): 1967., 1973.
- Hrvatski nogometni kup do 19 godina
  - Prvak (5): 1963., 1967., 1968., 1973., 1978.

### Međunarodni
- FIFA Kup mladih
  - Prvak (1): 2018.
- Manchester United Premijer kup
  - Prvak (1): 2012./13.
- Internacionalni kup Premier lige
  - Finalist (1): 2018./19.
- UEFA Liga mladih
  - Četvrtfinale (2): 2018./19., 2019./20.
- Kvarnerska rivijera
  - Prvak (10): 1961., 1967., 1977., 1981., 1984., 1986., 1999., 2008., 2019., 2023.[2]
- Međunarodni turnir Nereo Rocco
  - Prvak (2): 2002., 2009.

## Poznati igrači
- Milan Badelj
- Igor Bišćan
- Zvonimir Boban
- Josip Brekalo
- Tomislav Butina
- Vedran Ćorluka
- Dino Drpić
- Eduardo
- Joško Gvardiol
- Alen Halilović
- Ivan Kelava
- Mateo Kovačić
- Andrej Kramarić
- Niko Kranjčar
- Jerko Leko
- Dejan Lovren
- Lovro Majer
- Luka Modrić
- Nikola Moro
- Dani Olmo
- Bruno Petković
- Marko Pjaca
- Robert Prosinečki
- Zvonimir Soldo
- Borna Sosa
- Dario Šimić
- Šime Vrsaljko

## UEFA-ina Liga mladih
| Sezona    | Faza               | Razina        | Tim                | Dom. | Gost | Ukupno      |
| --------- | ------------------ | ------------- | ------------------ | ---- | ---- | ----------- |
| 2015./16. | Put Lige prvaka    | Group stage   | Arsenal            | 0:2  | 2:1  | 1. od 4     |
| 2015./16. | Put Lige prvaka    | Group stage   | Bayern München     | 0:1  | 2:1  | 1. od 4     |
| 2015./16. | Put Lige prvaka    | Group stage   | Olympiakos         | 2:2  | 3:1  | 1. od 4     |
| 2015./16. | Završni dio        | Osmina finala | Anderlecht         | :    | 2:0  | 0:3 ↓1      |
| 2016./17. | Put Lige prvaka    | Grupna faza   | Juventus           | 2:1  | 1:0  | 4. od 4     |
| 2016./17. | Put Lige prvaka    | Grupna faza   | Lyon               | 1:2  | 0:2  | 4. od 4     |
| 2016./17. | Put Lige prvaka    | Grupna faza   | Sevilla            | 2:4  | 1:1  | 4. od 4     |
| 2018./19. | Put domaćih prvaka | Prva runda    | Viitorul Constanța | 2:0  | 1:0  | 3:0         |
| 2018./19. | Put domaćih prvaka | Druga runda   | Astana             | 3:1  | 1:1  | 4:2         |
| 2018./19. | Završni dio        | Doigravanje   | Lokomotiv Moskva   | 1:1  | –    | 1:1 (5:4 p) |
| 2018./19. | Završni dio        | Osmina finala | Liverpool          | 1:1  | –    | 1:1 (4:3 p) |
| 2018./19. | Završni dio        | Četvrtfinale  | Chelsea            | –    | 2:2  | 2:2 (2:4 p) |
| 2019./20. | Put Lige prvaka    | Group stage   | Atalanta           | 1:0  | 0:2  | 2. od 4     |
| 2019./20. | Put Lige prvaka    | Group stage   | Manchester City    | 1:0  | 2:2  | 2. od 4     |
| 2019./20. | Put Lige prvaka    | Group stage   | Šahtar Donjeck     | 1:0  | 1:1  | 2. od 4     |
| 2019./20. | Završni dio        | Doigravanje   | Dinamo Kijev       | –    | 0:0  | 0:0 (4:3 p) |
| 2019./20. | Završni dio        | Osmina finala | Bayern München     | –    | 2:2  | 2:2 (6:5 p) |
| 2019./20. | Završni dio        | Četvrtfinale  | Benfica            | –    | –    | 1:3         |